# 4616-os mellékút (Magyarország)
A 4616-os számú mellékút egy közel tíz kilométer hosszú, négy számjegyű mellékút Pest vármegye délkeleti részén; Abonyt kapcsolja össze Kőröstetétlennel.

## Nyomvonala
A 4612-es útból ágazik ki, annak 700-as méterszelvénye közelében, Abony központjának déli részén, déli irányban, Kécskei út néven. Majdnem pontosan egy kilométer után keresztezi a Budapest–Záhony-vasútvonalat, előtte még beletorkollik kelet felől a 46 315-ös számú mellékút, amely a 4612-esből kiágazva és idáig húzódva Abony vasútállomás közúti elérését biztosítja.
A folytatásban elhagyja Abony házait, 5,8 kilométer után pedig, egy kisebb patakot keresztezve át is lépi a település déli határvonalát, onnantól Kőröstetétlen területén húzódik tovább. Ez utóbbi község belterületét majdnem pontosan a kilencedik kilométerénél éri el, ott az Abonyi utca nevet veszi fel. Nem sokkal ezután véget is ér, a település központjában, beletorkolva a 4609-es útba, annak 18+100-as kilométerszelvénye táján.
Teljes hossza, az országos közutak térképes nyilvántartását szolgáló kira.gov.hu adatbázisa szerint 9,386 kilométer.

## Települések az út mentén
- Abony
- Kőröstetétlen